# Zaprora silenus
Zaprora silenus är en art i underordningen tånglakelika fiskar (Zoarcoidei) och ensam art i familjen Zaproridae. Fisken lever i klippiga regioner av norra Stilla havet från Kalifornien, över Alaska, Aleuterna och Kamtjatka till Japan. Den vistas nära kustlinjen på ned till 675 meters djup.
Zaprora silenus blir ungefär en meter lång och har en ryggfena som upptar nästan hela ryggens längd. Den saknar bukfenor, sidolinje och simblåsa. Ungdjur lever i motsats till vuxna fiskar pelagisk. 